# Абросимов, Владимир Ксенофонтович
Владимир Ксенофонтович Абросимов (1940—2015) — советский и российский учёный-химик, доктор химических наук, профессор.
Почётный работник высшего профессионального образования РФ, Заслуженный деятель науки РФ (06.09.1996). Автор более 120 научных работ, в том числе 8 монографий в составе коллектива авторов.

## Биография
Родился 23 ноября 1940 года в городе Иваново.
В 1963 году окончил Ивановский химико-технологический институт (ныне Ивановский государственный химико-технологический университет) по специальности «Технология электровакуумных материалов». С 1966 по 1970 год работал в родном вузе ассистентом и доцентом, обучался в аспирантуре. В 1968 году защитил кандидатскую диссертацию на тему «Термодинамика растворения солей, гидратации ионов и структурных изменений воды при различных температурах». C сентября 1970 года заведовал кафедрой химии Ивановского энергетического института (ныне Ивановский государственный энергетический университет). В 1977 году защитил докторскую диссертацию на тему «Термодинамическая характеристика изотопных эффектов растворения и гидратации веществ в воде при различных температурах».
С 1982 года Владимир Абросимов был профессором кафедры химии и химических технологий в энергетике Ивановского энергетического института. Одновременно с 1986 года работал заведующим лабораторией Института химии неводных растворов Академии наук СССР. Был заместителем председателя Научного совета РАН по химической термодинамике и термохимии, а также заместителем главного редактора серии коллективных монографий «Проблемы химии растворов». Под его руководством защищены 1 докторская и 11 кандидатских диссертаций.
Наряду с научно-педагогической, В. К. Абросимов занимался и общественной деятельностью: избирался членом парткома института (член КПСС с 1973 года), председателем комиссии по народному контролю, членом городского правления и председателем методической секции по пропаганде научно-технических знаний районной организации Всесоюзного общества «Знание» (был награждён благодарственной грамотой областной организации общества «Знание»). Абросимов был награждён также нагрудными знаками «За успехи в социалистическом соревновании» и «Победитель социалистического соревнования в 1977 году».
Умер 11 марта 2015 года в Москве. Был похоронен на Ново-Талицком кладбище в городе Иваново.